# 大口寡鱗鰕虎
大口寡鱗鰕虎（学名：Oligolepis stomias），又名大口寡鱗鰕虎魚，为鰕虎科寡鱗鰕虎魚屬下的一个种。